# Ania Muntau
Ania Carolina Muntau (* 1965 in Sorengo, Tessin) ist eine deutsch-schweizerische Kinderärztin. Sie leitet seit 2014 die Klinik für Kinder- und Jugendmedizin am Universitätsklinikum Hamburg-Eppendorf (UKE). Ihr Hauptarbeitsgebiet ist die Erforschung von genetisch bedingten Erkrankungen bei Kindern, insbesondere von angeborenen Stoffwechselstörungen. Seit 2020 erforscht sie auch die COVID-19-Erkrankung bei Kindern.

## Werdegang
Muntau studierte von 1984 bis 1990 Medizin an der Ludwig-Maximilians-Universität (LMU) in München. Danach absolvierte sie ihre Facharztausbildung und als Stipendiatin eine Ausbildung in biochemischer Genetik und molekularer Biologie.
Im Jahr 2000 erhielt sie die Anerkennung als Fachärztin für Pädiatrie. Nach einer einjährigen Tätigkeit am Institut für physiologische Chemie an der Universität Bochum, kehrte Ania Mantau nach München zurück und arbeitete als Postdoc am Dr. von Haunersches Kinderspital der LMU. Von 2004 bis 2014 war sie dort Leiterin der Abteilung für Molekulare Pädiatrie und Projektleiterin im Rahmen des Bayerischen Netzwerks für Genomforschung (BayGene).
2006 wurde  Muntau zur Professorin für Molekulare Pädiatrie ernannt. Von 2007 bis 2014 war sie auch Projektleiterin im Rahmen der LMUexcellence-Initiative. 2014 wurde Ania Mantau zur Direktorin der Klinik für Kinder- und Jugendmedizin des UKE in Hamburg ernannt.

## Auszeichnungen und verliehene Mitgliedschaften
- Forschungsstipendium Deutsche Forschungsgemeinschaft (2001–2005)
- Adalbert-Czerny-Preis (2004)
- Honorary Mention, Nature Awards for Mentoring and Science (2008)
- Therese-von-Bayern-Preis (2012)
- Mitglied der Nationalen Akademie für Wissenschaften Leopoldina (seit 2015)

## Publikationen (Auswahl)
- (Hrsg.): 50 Fälle Pädiatrie: Aus Klinik & Praxis. Elsevier / Urban und Fischer Verlag, München 2020, ISBN 978-3-437-43302-3.
- Pädiatrie hoch2. Elsevier / Urban und Fischer Verlag, München 2018, ISBN 978-3-437-43481-5.
- Kurzlehrbuch Pädiatrie. Elsevier / Urban und Fischer Verlag, München 2015, ISBN 978-3-437-43245-3.
- Intensivkurs Pädiatrie. Elsevier / Urban und Fischer, München 2011, ISBN 978-3-437-43393-1.
- Spickzettel Pädiatrie. Elsevier / Urban und Fischer Verlag, München 2005, ISBN 978-3-437-41665-1.
- mit Julia K. Kaust:  Last Minute Pädiatrie. Elsevier / Urban und Fischer Verlag, München 2011, ISBN 978-3-437-43008-4.